# Батс (округ)
Батс (англ. Butts County) — округ штата Джорджия, США. Население округа на 2000 год составляло 19522 человек. Административный центр округа — город Джэксон.

## История
Округ Батс основан в 1825 году.

## География
Округ занимает площадь 484.3 км2.

## Демография
Согласно Бюро переписи населения США, в округе Батс в 2000 году проживало 19522 человек. Плотность населения составляла 40.3 человек на квадратный километр.